# Ванаг, Рудольф Янович
Рудольф Янович Ва́наг (латыш. Rūdolfs Vanags, 1892—1977) — латышский советский дирижёр, народный артист Латвийской ССР (1959).

## Биография
Родился 19 ноября 1892 года в Риге (ныне Латвия). В 1910—1918 годах обучался в Петроградской консерватории, окончил органный класс. В 1918—1921 годах работал пианистом-концертмейстером Латышской оперы в Риге, в 1921—1926 годах — дирижёр и хормейстер Лиепайской оперы. С 1932 года — дирижёр балетов Рижской оперы, с 1935 года — хормейстер там же, с 1937 года — хормейстер Латвийского театра оперы и балета. В 1952—1969 годах преподавал в Латвийской государственной консерватории.
Умер 23 апреля 1977 года. Похоронен в Риге на Лесном кладбище.

## Награды и премии
- Орден Трудового Красного Знамени (03.01.1956)
- народный артист Латвийской ССР (1959)
- Сталинская премия второй степени (1950) — за дирижирование оперным спектаклем «Борис Годунов» М. П. Мусоргского (1949) на сцене ГАТОБ Латвийской ССР